# Оттов Микола Миколайович
Микола Миколайович Оттов – (нар. 25 квітня 1944, с. Спиридонівка, нині Першотравневе, Одеського р-ну, Одеська обл.) — український прозаїк, публіцист. Член Національної спілки письменників України (2009). 

## Життєпис
Народився 25 квітня 1944-го року в  с. Спиридонівці Комінтернівського району Одеської області у сім’ї хліборобів.
«Так вже склалася доля, що на третьому році мого життя там виник лютий голод – третій для багатостраждального українського народу, спровокований кремлівським комуністичним режимом і особисто «батьком народів» Сталіним. Наша родина бідувала. Дідусь Костянтин, навчений попередніми голодоморами, не став чекати смерті, а зібрав дітей( серед них і мене, онука з опухлим від лободи животом) і вивіз у Західну Україну. Спочатку до Млинова Рівненської області, а через кілька років – до Дубна. Чітко пригадую вже  1949 рік. Осінь, холоднеча і вічно голодний шлунок. П’ятирічний, я вже знав ціну скибочки хліба. Тому щиро, від усього серця, вдячний краєві за врятоване мені і моїй сім’ї життя…» - писав про себе письменник.
Освіта  - середня технічна. Закінчив Іртин. училище механізації сільського господарства (Павлодарська обл., Казахстан).
Прозаїк, публіцист, член Національної спілки письменників України з 2009 року.
Живе в м. Дубно.

## Творчість

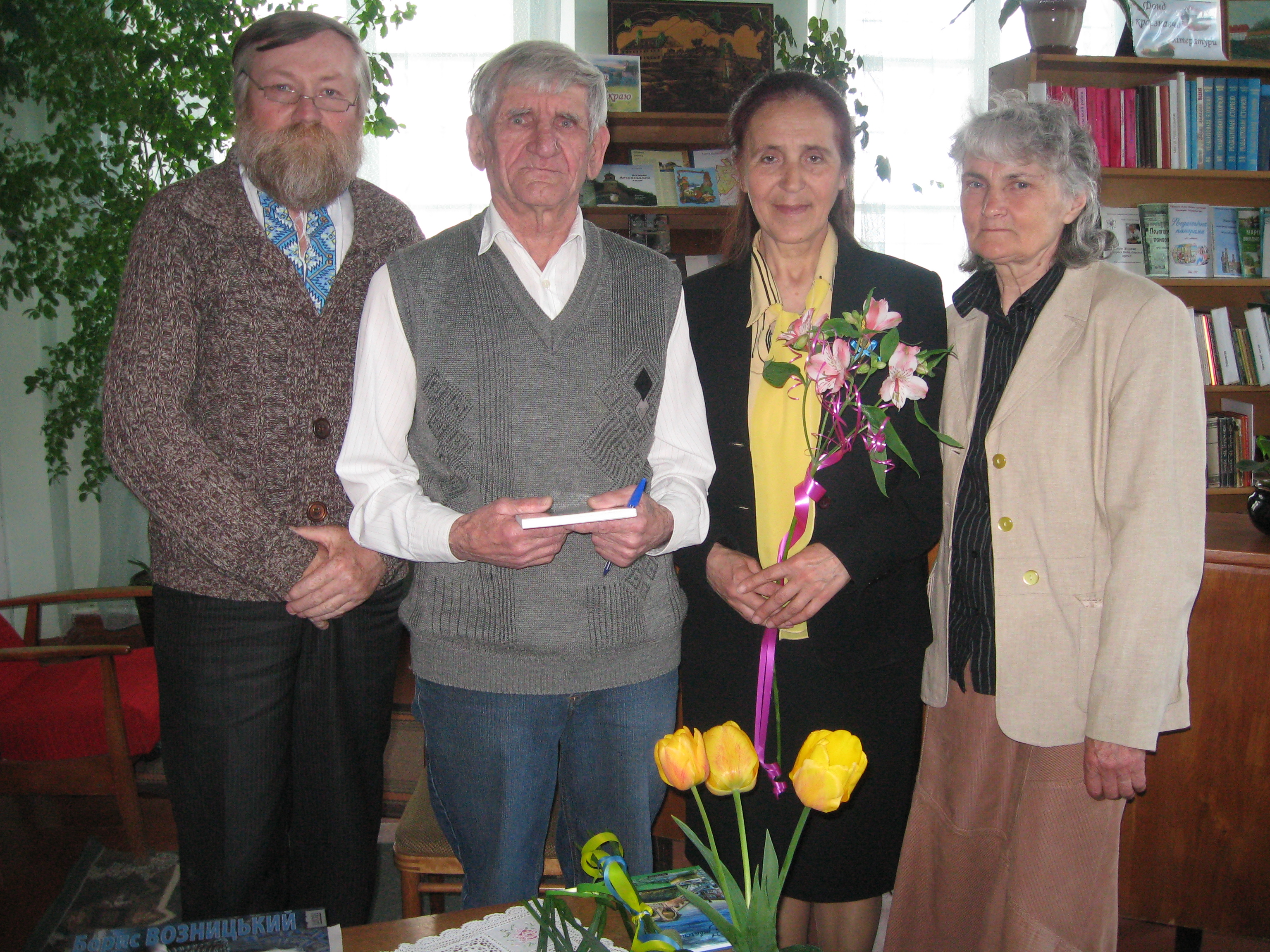

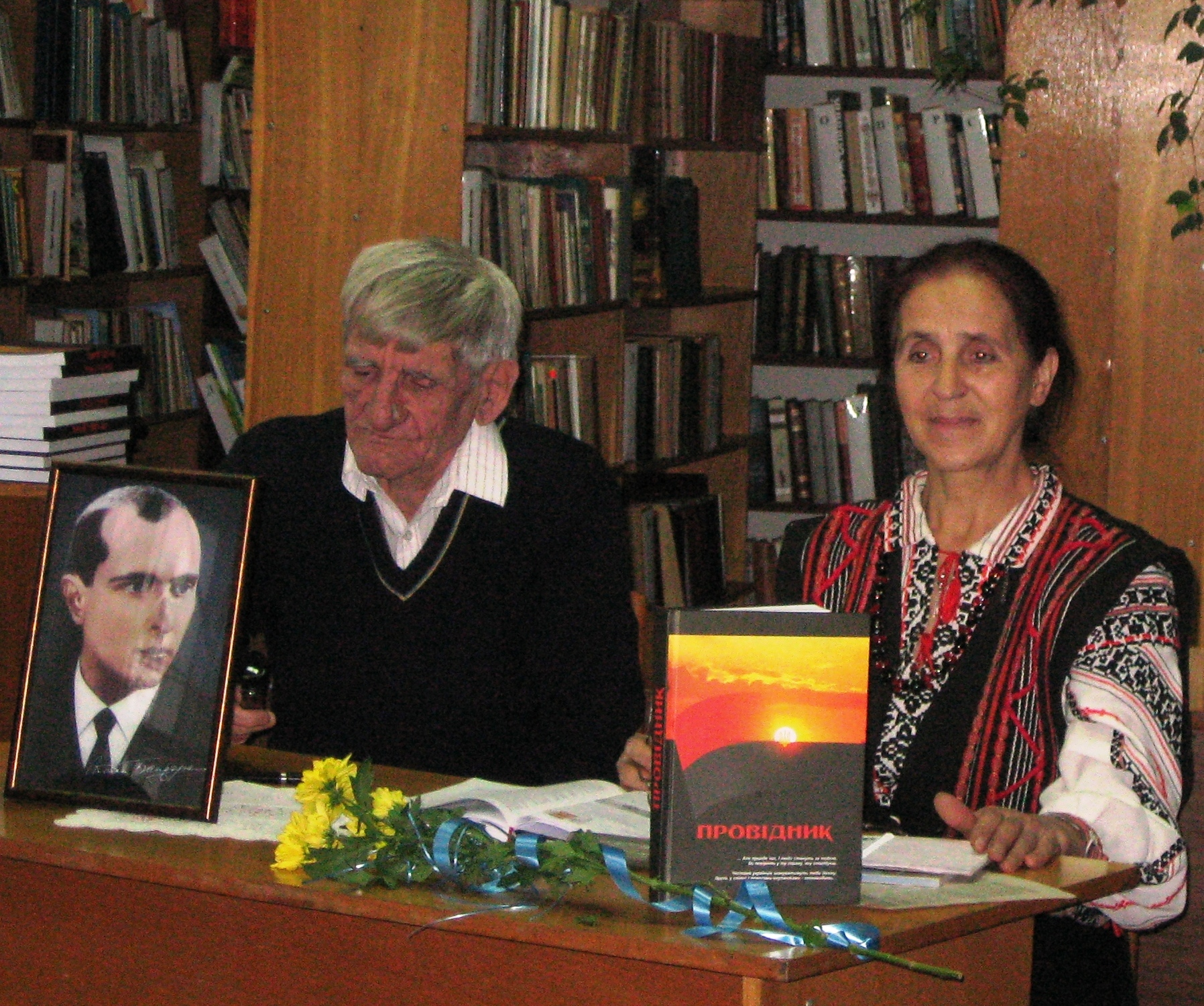

Пише переважно на тему визвольної боротьби ОУН-УПА на теренах Рівненської, Тернопільської областей в період 1942—1954 років. Серйозною прозою почав займатися з 1999 року.

"Під час опанування середньої освіти, і в подальшому, ніколи не спадало на думку, що колись візьму перо та напишу справжній художній твір. Тим паче — декілька. Велику роль зіграла те, що дуже любив читати, прочитавши велику кількість книг класиків світової літератури, навчився черпати із книг знання. Прочитане переповідав у хлопчачих компаніях. Певне, гарно, бо просили про ще що- небуть. А часом однолітки під'юджували: «Із тебе повинен вийти письменник!». Таки наврочили. Хоча до 60-ти не помічав за собою подібного. Вже в літньому віці одержав, не знати звідки, наказ: «Спробуй, ти зможеш». Перша книга  автора «І благословен буде…» вийшла, коли йому  виповнилося  майже шістдесят років.

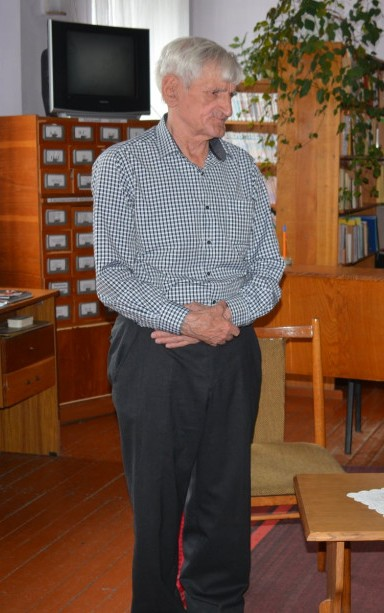

Свою шістдесят п'яту річницю відсвяткував як дійсний член Національної спілки письменників України. Через ще 2 роки — повість « Вінок терновий» та оповідання «Гута Степаньська». Далі — низка новел у літературно-краєзнавчому журналі Рівненщини «Погорина». Є чимало й публіцистики у численних часописах. Зробив літературний запис художньо-документальної повісті Олександра Олійника «Куркулі». Ось Вам  - і не мав гадки про свій нахил!. Можливо, й не мав. Але підґрунтя існувало, бо наше покоління навчали чудові шкільні наставники.  «Низький уклін вам за ваші пророцтва, друзі мого дитинства! І Вам, вічно любі вчителі! Що б я без вас?…» — писав пан Микола.
Нагороджений дипломом  лауреата літературно мистецької премії імені Авеніра Коломийця у 2015 році за роман «Провідник». Також є переможцем конкурсу 2015 року «Краща Книга Рівненщини» у номінації «Краще прозове видання» за книгу « Вінок терновий».
Побажання автора. Зокрема — молоді.
Є прохання. Ви — майбутнє України. Й від вас залежатиме: бути чи не бути правді в нашій хаті. Чи залишимо чужородцям — « малювати» на їхній розсуд нашу історію? Ні! Ви — козацькі нащадки. Тож повинні з гідністю боронити історичну спадщину від окупантської, злобної пропаганди. Як це робив Степан Бандера!. Можливо, тому, що ми інертно обороняємось, то і маємо наслідком: сьогодні, в більшості, біля керма країни опинилися… не українці, які поводяться із духовним надбанням України- Руси відповідно. Точнісінько так, як і численні загарбники нашої священної землі. Різниці — жодної. Хіба що — нахабніше. Я люблю свою землю, свій народ. Бачив, як українці, від Карпат до Чорного моря, стали на захист Тузли. Бачив Майдан і віру в очах людей — Україна повинна бути щасливою і багатою.  Я не вірю вороженькам і доморощеним манкуртам, що вона ділиться на Схід і Захід, на федерацію Донецьку і Кримську республіки. Бо цей добрий та розумний, працьовитий і співучий народ — єдиний!…

2003 рік — повість « І благословен буде…». Передісторія створення повісті, така. У 70-х роках на одному весіллі автору довелося сидіти поруч із старшим чоловіком, який розповідав про життя.  Розказував по-простому, не вдаючись сильно у деталі, але ця оповідь вразила письменника. Упродовж довгого часу він обдумував її, як краще написати та літературно оформити. І вийшла  траго-лірична повість.
2006 рік — збірка оповідань «Опале листя».  Книга повертає до болючої, та не менш героїчної теми боротьби ОУН-УПА за визволення України від окупантів — як німецько-фашистських, так і комуно-радянського дітища — НКВД-МГД. Останні вчинили справжнє криваве побоїще на теренах Західної України. Кожен сюжет взятий із життя, із розповідей людей.
2014 рік — «Провідник», роман про життя і діяльність Степана Бандери. Його постать у творі не ідеалізується, лишень помірно висвітлюється у вирі визвольної боротьби від окупантів упродовж свідомого життя героя, Провідник Нації. Своєю темою роман є актуальним для сьогоденних подій.
2015 рік- «Ностальгія», розповідь  про рідне Дубно та про важке повоєнне дитинство — не лише своє, а й друзів. Ці дороги провели автора  до зрілості, час від часу поринаючи у світ зворушливої мандрівки-ностальгії…
В інших міні-оповідях немає нудної і повчальної моралі для сучасної молоді, а лишень  яскравий, життєвий постулат: « Не створюй навколо зла! Завжди залишайся доброю людиною!»…
2010рік — « Вінок терновий» Історія жінки — Антоніни Музики, яка дала автору свого щоденника.  «Я відразу зрозумів, що таку річ не можна оминути увагою, хоча у ньому було всього декілька сторінок. Це героїня або, краще сказати, жінка-символ тодішньої боротьби українців. У ті часи чи не кожен ніс на собі такий вінок-принизливий, колючий та болючий. Якби не було книги „Вінок терновий“, історія цієї жінки пішла б у небуття, не розказана та забута. А це частина нашої історії. Якщо ми її відкинемо й забудемо, то так і залишимося нікому не потрібними.», вважав М.Оттов.
2016 рік — «Митрополит». У романі йдеться про видатного священника Української Греко-Католицької Церкви, Митрополита Галицького Андрея  Шептицького — про важко пройдений ним життєвий шлях, від дитинства до старості. А також — про тернії, які він гідно подолав, із великої любові до Бога й людей.
2019 рік — «Доба княжа»  У романі, автор відтворює у художньому ракурсі один із найважчих періодів майже 500-літньої глибини — у зачатках відродження України-Руси, як єдиної спадкоємниці Київської Держави, заснованої при Володимирі Великому.
Величезний внесок на терези цього патріотичного пориву доклав у свій проміжок часу й рід князів Острозьких. Історичні події в епосі княжої доби, залишають поле уяви, роздумів і домислів для читача.
2021 рік — «Із попелу воскресла. Сага по-галицьки». Літературно-художнє видання про долю героїв твору яка склалася трагічно, але їх жертовність виправдала сподівання українського народу: його мова, наче фенікс з попелу, воскресла!… Спудеї Львівської духовної семінарії: Маркіян Шашкевич, Яків Головацький, Іван Вагилевич — переслідувані імперською владою Австро-Угорщини за відродження пригнобленої  української мови, не зламалися, навпаки — як могли, рятували її від забуття. «Русалка Дністрова», видана живою народною мовою, стала заявкою українців на західних землях про своє існування та національну гідність. Діячі «Руської трійці», закликаючи до літературного відродження, разом з тим проголосили єдність українського народу, розділеного й колонізованого сусідніми державами, неподільність його духовності та культури.